# Switchback VR
The Dark Pictures: Switchback VR ist ein Rail-Shooter Videospiel, das von Supermassive Games für die PlayStation VR2 entwickelt und am 16. März 2023 veröffentlicht wurde. Es ist ein Spin-Off von der The Dark Pictures Anthology und bietet dem Spieler die Möglichkeit, eine Achterbahn mit Horrorthemen zu fahren.
Es ist die geistige Fortsetzung des VR-Spiels Until Dawn: Rush of Blood aus dem Jahr 2016, das kurz vor der Veröffentlichung der ursprünglichen PlayStation VR ebenfalls ein Launch-Spiel war.

## Gameplay
Das Spiel ist ein Ableger von The Dark Pictures Anthology und enthält verschiedene Schauplätze aus den vier Spielen der ersten Staffel.
Ähnlich wie im vorherigen Rail-Shooter ist der Spieler mit einer Reihe von Pistolen bewaffnet, mit denen er Ziele, Objekte und Feinde abschießt, wobei er auf Kisten schießt, die ihm kurze Upgrades für seine Waffen geben (Halbautomatik, Schrotflinte usw.). In diesem Spiel, vor allem im dritten bis achten Level, erhält der Spieler besondere Gegenstände (UV-Licht, Leuchtpistole und Betäubungspistole), die ihm helfen, bestimmte Hindernisse zu überwinden und Rätsel zu lösen bzw. die Mechanik der Umgebung zu nutzen.
Der Spieler schießt auf Schalter auf der Achterbahnstrecke, um den Kurs zu ändern und wichtige Entscheidungen zu treffen, die das Schicksal des Spielers bestimmen. Außerdem muss der Spieler Rätsel lösen, um die anderen Fahrgäste zu retten, die entweder sterben, vom Spieler im Stich gelassen werden oder gerettet werden können, je nachdem, wie der Spieler das Rätsel löst. Das Schicksal der Charaktere kann nicht rückgängig gemacht werden, wenn sie sterben oder im Stich gelassen werden.

## Geschichte
Das Spiel wird aus der Perspektive eines Zugpassagiers gespielt, der eine junge Frau trifft, bevor der Zug abstürzt, während er eine Sprachnachricht seiner Schwester abhört, die sich mit ihm in einem Vergnügungspark treffen wollte, um den Tod seines Vaters zu feiern. Schwer verletzt und am Rande des Todes geraten die Spieler in eine Vorhölle, in der sie sich in einer Reihe von Fahrgeschäften wiederfinden, die „The Inferno“ genannt werden (mit mehreren Schauplätzen, die mit früheren Spielen der Dark Pictures-Serie in Verbindung stehen). Im Laufe des Spiels verwendet man verschiedene Tricks und Hilfsmittel (wie UV-Licht, Leuchtpistole und Betäubungspistole), um weiterzukommen und Rätsel zu lösen, um möglicherweise die Seelen der anderen Fahrgäste im Zug zu retten. Dabei wird man an bestimmten Stellen vom Kurator beobachtet und von einem dämonischen Wesen verhöhnt.
Das Spiel beginnt an der chinesischen Küste, wo man die Wracks verschiedener Schiffe durchquert und auf einen Mitreisenden trifft, der in einer überfluteten Kiste gefangen ist und stirbt, wenn es dem Spieler nicht gelingt, den Wasserfluss zu stoppen. In der Mitte der SS Ourang Medan besiegt der Spieler das geisterhafte Sailor Girl, auch wenn sie ihre telekinetischen Kräfte einsetzt. Als Nächstes erreichet man die verlassene Stadt Little Hope, wo man sich den Dämonen der Vergangenheit stellen muss und auf eine weitere Passagierin trifft, die an einen Scheiterhaufen gefesselt ist und lebendig verbrennen wird, wenn sie nicht durch die Zerstörung der Seile befreit wird. Beim Betreten der Kirche muss sich der Spieler dem Verbrannten Dämon stellen, um zu entkommen. In den höhlenartigen Tempelruinen unter der akkadischen Wüste findet sich der Spieler in den Höhlen wieder, die die Absturzstelle eines außerirdischen Raumschiffs beherbergen, wo er entscheiden kann, ob er einen dritten Passagier vor einer Todesfalle aus einem herabstürzenden Käfig retten will oder nicht (indem er bestimmte Stützen schwächt, um den Käfig näher an eine Klippe zu bringen). Auf dem Weg zum Alien-Nest kämpft man gegen Horden von Vampiren und außerirdischen Parasiten und gerät schließlich in eine Auseinandersetzung mit dem Uralten, dem akkadischen Priester Balathu, der vor über 4000 Jahren in eine vampirische Kreatur verwandelt wurde. Im vierten Bereich betritt der Spieler die Nachbildung von H.H. Holmes' World's Fair Hotel und trifft dort auf zahlreiche Androiden-Nachbildungen des Serienmörders Granthem Du'Met und mehrere seiner Fallen, von denen der Spieler einige nutzen muss, um seine Schergen abzuwehren; außerdem muss der Spieler mit dem Betäubungsgewehr die richtigen Sicherungskästen treffen, um sich selbst und möglicherweise einen anderen Passagier in einem riesigen Raum zu retten, wenn er das möchte; der Passagier wird wahrscheinlich durch einen Stromschlag sterben, wenn der Spieler zu oft falsch rät. Beim Betreten des Verstecks des Mörders sitzt man in einer Reihe von Todesfallen von Du'Met fest, aber der Spieler besiegt ihn, indem er die Todesfallen auf ihn zurückwirft und Du'Met tötet. Nachdem der Spieler das Hotel verlassen hat, wird er von der mysteriösen jungen Frau konfrontiert.
Im letzten Level findet sich der Spieler in einer gefrorenen Hölle wieder, wo sich die junge Frau im Zug als die Dämonin Belial, Mutter der Lügen, entpuppt. Je nachdem, wie der Spieler mit den anderen Zugpassagieren umgegangen ist (ob er sie gerettet oder im Stich gelassen/getötet hat), wird Belial die Entscheidungen des Spielers kommentieren. Mit Hilfe der geretteten Seelen (falls der Spieler sie retten möchte) und einer speziellen Geisterpistole, die er von Belial gestohlen hat, stellt sich der Spieler Belial in einem letzten Kampf um seine Seele.
Es gibt zwei Enden, die davon abhängen, wie schnell es dem Spieler gelingt, Belial in der gefrorenen Hölle zu besiegen. Wenn der Spieler zu lange braucht, stirbt er bei dem Zugunglück und Belial nimmt seine Seele mit in die Hölle, wobei der Kurator hinter dem Feuerwehrmann im Zug erscheint. Wenn der Spieler schnell genug ist, wird er das Erlebnis überleben und dem Alptraum entkommen, während Belial zurück in die Hölle verbannt wird und der Spieler in den Trümmern erwacht, während ein Feuerwehrmann erscheint, um ihn zu retten.

## Entwicklung
Im Februar 2022 reichte Supermassive Games Markenzeichen für sechs potenzielle zukünftige Einträge ein, darunter Switchback. Im Gegensatz zu früheren Teilen der Serie wird es nicht von Bandai Namco Entertainment veröffentlicht, sondern von Supermassive Games selbst herausgegeben. Ursprünglich sollte das Spiel zusammen mit dem PlayStation VR2-Headset am 22. Februar 2023 erscheinen, aber Supermassive Games gab im Januar 2023 bekannt, dass sich die Veröffentlichung des Spiels bis zum 16. März 2023 verzögern würde.